# Episodi de La casa nella prateria (nona stagione)
La nona e ultima stagione della serie televisiva La casa nella prateria è stata trasmessa dalla NBC dal 27 settembre 1982 al 21 marzo 1983.
Quando Michael Landon decide di lasciare lo show (anche se vi rimane come produttore esecutivo, scrittore e regista e compare come guest star), in America la serie viene rinominata Piccola casa: un nuovo inizio, e l'accento viene spostato sui personaggi di Laura e Almanzo cui si aggiungono, oltre alla nipote Jenny, anche la famiglia Carter che acquista la casa di Charles e Caroline i quali, dopo aver sofferto momenti difficili, cercano una vita migliore in città, trasferendosi a Burr Oak in Iowa.
| nº | Titolo originale           | Titolo italiano                | Prima TV USA      | Prima TV Italia |
| -- | -------------------------- | ------------------------------ | ----------------- | --------------- |
| 1  | Times Are Changing: Part 1 | I tempi cambiano - parte 1     | 27 settembre 1982 |                 |
| 2  | Times Are Changing: Part 2 | I tempi cambiano - parte 2     | 4 ottobre 1982    |                 |
| 3  | Welcome to Olesonville     | Ambiziose innovazioni          | 11 ottobre 1982   |                 |
| 4  | Rage                       | Momenti disperati              | 18 ottobre 1982   |                 |
| 5  | Little Lou                 | Il piccolo Lou                 | 25 ottobre 1982   |                 |
| 6  | The Wild Boy: Part 1       | Un ragazzo selvaggio - parte 1 | 1º novembre 1982  |                 |
| 7  | The Wild Boy: Part 2       | Un ragazzo selvaggio - parte 2 | 8 novembre 1982   |                 |
| 8  | The Return of Nellie       | Il ritorno di Nellie           | 15 novembre 1982  |                 |
| 9  | The Empire Builders        | Walnut Grove in pericolo       | 22 novembre 1982  |                 |
| 10 | Love                       | Un amore impossibile           | 29 novembre 1982  |                 |
| 11 | Alden's Dilemma            | Il dilemma del reverendo Alden | 6 dicembre 1982   |                 |
| 12 | Marvin's Garden            | Il giardino di Marvin          | 3 gennaio 1983    |                 |
| 13 | Sins of the Fathers        | Le colpe dei padri             | 10 gennaio 1983   |                 |
| 14 | The Older Brothers         | I tre fratelli                 | 17 gennaio 1983   |                 |
| 15 | Once Upon a Time           | Il romanzo di Laura            | 24 gennaio 1983   |                 |
| 16 | Home Again: Part 1         | Di nuovo a casa - parte 1      | 7 febbraio 1983   |                 |
| 17 | Home Again: Part 2         | Di nuovo a casa - parte 2      | 7 febbraio 1983   |                 |
| 18 | A Child with No Name       | Il bambino senza nome          | 14 febbraio 1983  |                 |
| 19 | The Last Summer            | L'ultima estate                | 21 febbraio 1983  |                 |
| 20 | For the Love of Blanche    | Per amore di Blanche           | 7 marzo 1983      |                 |
| 21 | May I Have This Dance?     | Contrasti familiari            | 14 marzo 1983     |                 |
| 22 | Hello and Goodbye          | Una sorpresa per Matthew       | 21 marzo 1983     |                 |

Cast regolare:

Melissa Gilbert (Laura Ingalls Wilder)
Dean Butler (Almanzo James Wilder)
Katherine MacGregor (Harriet Oleson)
Richard Bull (Nels Oleson)
Victor French (Isaiah Edwards)

## I tempi cambiano
- Titolo originale: Times Are Changing
- Diretto da: Maury Dexter
- Scritto da: Michael Landon

### Trama
Episodio in due parti:
Parte 1: Nella primavera del 1887 Charles Ingalls è costretto a lasciare Walnut Grove a causa della mancanza di lavoro e si trasferisce con tutta la famiglia a Burr Oak in Iowa. Nella loro casa si stabilisce la famiglia Carter, composta da John, che fa il fabbro, Sarah, che pubblica un giornale per il villaggio, e infine i due figli Jeb e Jason. Laura lascia il posto di insegnante alla signorina Plum per occuparsi della casa e di Rose. Intanto arrivano a Walnut Grove Royal e Jenny Wilder, fratello e nipote di Almanzo. Royal ha da poco perso la moglie ed ha gravi problemi di cuore. A seguito di un malore il Dr. Baker scopre che la dipartita di Royal potrebbe essere imminente. Allora Almanzo e Laura promettono di aver cura della piccola Jenny se il fratello non dovesse farcela.
Parte 2: Il fratello di Almanzo è molto malato, ma preferisce non dirlo a sua figlia Jenny. Intanto la bambina fa amicizia con il figlio dei Carter. Un giorno, al ritorno da un pic-nic con la figlia, Royal ha un malore mentre corre con Jenny per mettersi al riparo durante un temporale e poco dopo muore. La piccola accusa Laura di non averla messa a conoscenza dei problemi cardiaci di cui soffriva il padre, e di averle quindi impedito di prendersi cura di lui. Ascoltando la predica del Reverendo Alden, Jenny si convince che suicidandosi potrà vivere in Paradiso con i suoi genitori per l'eternità. Decide allora di buttarsi nel lago, ma per fortuna arriva Jeb Carter, che aveva letto il suo messaggio d'addio lasciato a casa e, superando la paura dell'acqua, la salva e la porta a casa. Alla fine tutto si sistema, Jenny supera il brutto periodo grazie all'aiuto di Jeb e di Laura.
- Guest Star: Michael Landon (Charles Ingalls), Nicholas Pryor (Royal Wilder)

## Ambiziose innovazioni
- Titolo originale: Welcome to Olesonville
- Diretto da: Maury Dexter
- Scritto da: Paul W. Cooper

### Trama
Harriet Oleson trova delle vecchie azioni che valgono tantissimi soldi e per questo inizia a pretendere delle "cortesie" dagli abitanti di Walnut Grove, visto che secondo lei il villaggio le deve oltre 14000 dollari. Arriva addirittura ad imporre per il villaggio il nome Olesonville ed a proporre Nels come sindaco. Laura è furiosa e chiede ad Almanzo di candidarsi, ma il marito non ne vuole sapere. Gli eventi lo trascinano in campagna elettorale, ma presto abbandona la lotta per lasciare il posto al suo anziano consigliere, Lem McCary, uno dei primi abitanti fondatori di Walnut Grove, che alla fine vince l'elezione riuscendo così a scalzare Harriet.
- Guest Star: Lew Ayres (Lem McCary), Charles Lane (Jess Moffet), Noni White (Elsie Moffet), Norma Ransome (Maddy Sutherland), Elmore Vincent (Floyd)

## Momenti disperati
- Titolo originale: Rage
- Diretto da: Maury Dexter
- Scritto da: B.W. Sandefur

### Trama
Ad un contadino di nome Stark viene negato un prestito in banca e per questo perde la sua casa e la sua terra, che aveva già ipotecato più volte. In un momento di rabbia Stark, anche a causa della gelosia ossessiva per la figlia che sta frequentando un ragazzo di nome Randall, spara alla moglie e alla figlia, ferendole gravemente. L'uomo si mette in fuga e Almanzo, John e Isaiah cominciano la caccia all'uomo, che nel frattempo si nasconde in casa dei Wilder. Laura e Jenny devono provare vari espedienti per tenere calmo Stark, che in loro rivede la propria famiglia e pensa che Rose sia il frutto dell'amore tra sua figlia Elizabeth e Randall. Per fortuna Almanzo, Isaiah e John, avvertiti da Jenny, arrivano al momento giusto e sono costretti ad uccidere l'uomo per salvare Laura e la piccola Rose.
- Guest Star: Robert Loggia (Thomas Stark), Michele Marsh (Constance Stark), Tammy Lauren (Elizabeth Stark), Ronnie Scribner (Randall Page)

## Il piccolo Lou
- Titolo originale: Little Lou
- Diretto da: Victor French
- Scritto da: Michael Landon

### Trama
Little Lou, un uomo affetto da nanismo, è stanco di lavorare in un circo e di essere preso in giro per il suo aspetto fisico. La moglie di Lou, dopo aver partorito una bimba sana, è molto provata e sa di dover morire, per questo chiede al marito di trovare un altro lavoro a Walnut Grove. Lou mantiene la promessa e si mette subito alla ricerca di un lavoro. Dapprima si reca dalla signora Oleson, che cerca un contabile per il suo negozio, ma lei, mossa dal pregiudizio, lo offende e lo manda via. Lou, dopo che John gli dice che la banca ha bisogno di un cassiere, si reca lì, ma il caso vuole che arrivi Harriet, la quale minaccia il direttore della banca di chiudere il suo conto se assumerà Lou. A questo punto all'uomo, per sopravvivere, non resta che rubare all'emporio. Dopo essere stato scoperto, poco prima del processo per furto, Nancy cade in un pozzo, e Little Lou è l'unico che può calarsi all'interno per salvarla. Harriet torna sui suoi passi e fa cadere le accuse contro Lou, che ottiene il lavoro in banca.
- Guest Star: Billy Barty (Lou Bates), Susan French (signora Bates)

## Un ragazzo selvaggio
- Titolo originale: The Wild Boy
- Diretto da: Victor French
- Scritto da: Vince R. Gutierrez

### Trama
Episodio in due parti
Parte 1: Un uomo, il dr. McQueen, vive girando di città in città vendendo uno pseudo-medicinale, che lui dice miracoloso, e facendo "esibire" un ragazzo, di nome Matthew, rinchiuso in una gabbia. McQueen ha preso Matthew in custodia e lo presenta alla gente come un selvaggio. Egli tratta male il ragazzo, facendolo controllare anche da un altro uomo, Luther, negandogli il cibo e prendendolo a bastonate e, per calmarlo, gli somministra il suo medicinale. Quando arriva a Walnut Grove, alcuni bambini, tra cui Nancy e Jenny, entrano di nascosto nel tendone per vedere Matthew, Nancy allora prende a bastonate il ragazzo, ma Jenny lo difende. Matthew riesce a scappare e si rifugia nel fienile dei Wilder; quando lo scopre, Jenny decide di aiutarlo perché capisce che il ragazzo non è pericoloso, ma è solo muto. Quando gli zii e Isaiah si accorgono della presenza del ragazzo aiutano anche loro Matthew, in particolar modo Isaiah decide di portarlo a casa sua per sottrarlo ai maltrattamenti del suo carceriere. Nel frattempo il dr. McQueen promette una ricompensa a chi troverà Matthew.
Parte 2: Nancy scopre che Matthew si nasconde dai Wilder e insieme alla madre decide di comunicarlo a McQueen per ricevere la ricompensa. Il dottor Baker, dopo essere intervenuto per una crisi avuta da Matthew, scopre che il ragazzo veniva sedato con la medicina prodotta da McQueen che conteneva morfina e quando gli veniva negata diventava aggressivo, per questo chiede di diminuire man mano la somministrazione di tale sostanza per poi disintossicarlo definitivamente. Intanto, Matthew, grazie a Laura e ai suoi nuovi amici, riesce ad imparare il linguaggio dei segni e ad inserirsi bene nella società. Quando McQueen arriva a Walnut Grove per riprendersi il ragazzo, Isaiah glielo impedisce costringendolo a far intervenire un giudice per decidere della custodia di Matthew. In un primo momento il giudice decide di affidarlo nuovamente a McQuenn, ma quando il carceriere del ragazzo, Luther, vinto dal rimorso, decide di deporre in sfavore di McQueen, il giudice si ricrede decidendo di far tornare il ragazzo in un istituto e poi in un secondo momento, dopo aver capito che il ragazzo non era pericoloso ed era circondato da tanta gente che lo amava, decide di farlo restare con Isaiah.
- Guest Star: Jonathan Hall Kovacs (Matthew), Anthony Zerbe (Dr. Joshua McQueen), David Hooks (Luther), Walter Brooke (giudice Simpson)

## Il ritorno di Nellie
- Titolo originale: The Return of Nellie
- Diretto da: Maury Dexter
- Scritto da: Don Balluck

### Trama
Nancy è sempre più dispettosa e a scuola non accetta le punizioni della signorina Plum. Willie interviene in favore della maestra, ma per tutta risposta la sorella gli versa un calamaio in testa. Nel frattempo Harriet riceve una lettera di Nellie, in cui la figlia le annuncia il suo ritorno imminente per una breve vacanza. Al suo arrivo subito Nancy le manifesta la sua antipatia dicendole di non somigliarle affatto e non accettando di buon grado di dover dividere il letto con lei. L'indomani Nellie va a casa di Laura e la saluta come una cara amica, tanto che entrambe si stupiscono di quanto siano cambiate. Anche Willie è diverso nei suoi confronti e non perde occasione per manifestarle la sua disponibilità. Mentre la madre le organizza una festa di bentornato, che le impedisce di aiutare Nancy a fare i compiti, la signora Carter chiede addirittura di poter intervistare Nellie per il suo giornale. Nancy, sentendosi sempre più trascurata, e pensando che nessuno le voglia più bene, scappa di casa. Subito iniziano le ricerche, e, fortunatamente, Nellie e suo padre la trovano spettinata e sporca, ma salva. Arriva il momento della partenza per Nellie e dopo un commovente e affettuoso commiato tra le due sorelle, Nancy rivela a Willie di aver fatto finta e di non essere cambiata affatto.
- Guest Star: Alison Arngrim (Nellie Oleson)

## Walnut Grove in pericolo
- Titolo originale: The Empire Builders
- Diretto da: Joseph Pevney
- Scritto da: Larry Jensen

### Trama
La ferrovia sta per raggiungere anche Walnut Grove e i cittadini, inizialmente, sono entusiasti, sia perché così saranno meglio collegati con altre città sia perché, secondo loro, questo comporterà maggiori guadagni. Col passare del tempo i costruttori si accorgono che per ultimare la ferrovia dovranno costringere alcuni proprietari, tra cui i Carter e i Wilder, a lasciare la loro terra. Ad essi vengono offerte somme di denaro, che vengono però rifiutate. Tutto sembra andare a loro sfavore, infatti la legge dà la possibilità alla ferrovia di comprare qualsiasi terra che sia ad essa indispensabile. Dopo il rifiuto categorico di John Carter, la cui proprietà è necessaria per portare a termine i lavori, l'uomo viene malmenato da due uomini incappucciati. Almanzo non demorde ed ha una brillante idea e insieme ai suoi amici riesce a fermare i lavori.
- Guest Star: Stephen Elliott (Hollingsworth), James O'Sullivan (Hobson), Taylor Lacher (Wilkins)

## Un amore impossibile
- Titolo originale: Love
- Diretto da: Victor Lobl
- Scritto da: Paul W. Cooper

### Trama
A Walnut Grove arriva Jane, una ragazza cieca amica d'infanzia di Laura, che ha frequentato la scuola di Mary prima che bruciasse. Dopo aver trovato lavoro come centralinista al ristorante degli Oleson, Jane si innamora del signor Edwards nonostante la differenza di età, che non sembra avere importanza per entrambi. Qualche giorno più tardi, la giovane donna riceve una lettera in cui il suo dottore le comunica che è stata scelta per affrontare un intervento sperimentale agli occhi. Inizialmente, per paura di una delusione, Jane rifiuta, ma poi Isaiah la convince ad operarsi. Il signor Edwards, durante la sua assenza, riflette sui suoi sentimenti e teme che il suo aspetto burbero e la sua età possano essere di ostacolo ad una loro eventuale relazione e inoltre una sua discussione con Laura, la quale gli fa notare che Jane ha la sua stessa età, lo aiuta a prendere una decisione. L'intervento va a buon fine e Jane torna al villaggio. Edwards non è lì ad accoglierla, ma la ragazza lo cerca e gli rivela che i suoi sentimenti non sono cambiati dopo averlo visto. Nonostante l'amore reciproco, Isaiah la convince a cercare un uomo più giovane con cui crearsi una famiglia, senza doversi sacrificare ad accudire un vecchio come lui. La giovane decide quindi di lasciare nuovamente Walnut Grove.
- Guest Star: Jill Schoelen (Jane Canfield), Walker Edmiston (Dr. Vanderan), Elmore Vincent (Floyd)

## Il dilemma del reverendo Alden
- Titolo originale: Alden's Dilemma
- Diretto da: Maury Dexter
- Scritto da: Don Balluck

### Trama
Un giovane reverendo, Hale, compare improvvisamente a Walnut Grove. Il signor Edwards convince il reverendo Alden che il giovane sia lì per prendere il suo posto, ma la verità è un'altra: la curia ha deciso di donargli una casa ed Hale si occupa della sua ristrutturazione. In questo intento si fa aiutare da Laura e dalla signora Carter che vengono spiate da Isaiah, suscitando ulteriori malintesi. Nel frattempo Almanzo e John si recano a San Francisco, il primo per ricevere un premio e il secondo per rappresentare il sud Minnesota. Entrambi, già partiti con il minimo indispensabile, devono far fronte a tanti imprevisti, dalle insolite usanze di una locanda giapponese, al furto del portafoglio di Almanzo da parte di una sedicente vecchietta invalida. I due non solo non parteciperanno al convegno, ma saranno costretti a tornare a casa in un vagone di trasporto animali e per di più sopraffatti dalla fame.
- Guest Star: David Huffman (reverendo Addison Hale), Margaret Wheeler (vecchia ladra)

## Il giardino di Marvin
- Titolo originale: Marvin's Garden
- Diretto da: Michael Rhodes
- Scritto da: Michael Landon

### Trama
Un anziano dottore sta perdendo la vista e sa che presto dovrà andare in pensione. Quando Jenny quasi annega mentre cerca di recuperare il suo medaglione in fondo al lago, il suo cervello rimane in parte danneggiato e la bambina ha difficoltà a camminare, parlare e usare le mani. Il vecchio dr. Marvin convince Laura a lasciarsi aiutare da Jenny per curare il suo giardino e ciò si trasforma in un metodo riabilitativo che da subito mostra i primi risultati e in pochi mesi la ristabilisce completamente.
- Guest Star: Ralph Bellamy (Marvin Haynes), Helen Kleeb (Miss Conley), Jon Lormer

## Le colpe dei padri
- Titolo originale: Sins of the Fathers
- Diretto da: Victor French
- Scritto da: E. F. Wallengren

### Trama
Il padre di Sarah Carter è un giornalista di grido che non ha mai capito il matrimonio modesto della figlia. Quando si reca a Walnut Grove per avvertire la famiglia che sua moglie è morta, vorrebbe che tutti andassero con lui a New York, ma la figlia si oppone.
- Guest Star: John McLiam (Elliott Reed), Sheila Larken (Linda McAndrews)

## I tre fratelli
- Titolo originale: The Older Brothers
- Diretto da: Victor French
- Scritto da: Michael Landon

### Trama
Il signor Edwards ed in seguito anche Almanzo e John Carter vengono erroneamente scambiati per i componenti di una banda criminale. Fortunatamente l'equivoco viene risolto prima che Isaiah faccia una brutta fine.
- Guest Star: Geoffrey Lewis (Cole Younger), Robert Donner (Bart Younger), Timothy Scott (Lonnie Younger)

## Il romanzo di Laura
- Titolo originale: Once Upon a Time
- Diretto da: Maury Dexter
- Scritto da: Don Balluck

### Trama
Laura vince un concorso di scrittura e le viene offerta la possibilità di pubblicare i suoi scritti. Nasce così la prima stesura di un racconto che porta Almanzo e Jenny fino alle lacrime; quel libro negli anni successivi sarà noto come Little House (La piccola casa nella prateria). Laura si reca con la nipote a Minneapolis dove l'editore Broxton le chiede di rimanere due settimane per aggiungere nuovi capitoli. Prima di accettare Laura chiede la modifica di una clausola del contratto in cui l'editore aveva libertà di cambiare il manoscritto senza interpellarla. Il supervisore Russell Matthews è d'accordo con lei e convince Broxton a chiedere il consenso dell'autrice per qualunque modifica. Quando Matthews la invita a cena, le fa capire che dovrà trattenersi ancora in città perché i cambiamenti ci saranno, infatti l'indomani l'editore le chiede di arricchire i suoi ricordi con invenzioni romanzate di maggiore presa sui lettori. Laura non riesce a snaturare il carattere dei suoi personaggi e Russell le chiede di scrivere il primo capitolo al suo posto per dimostrarle come fare. Laura si dimostra stupita dalla bravura di Matthews ed accetta di continuare in coppia con lui. Quando Jenny legge la nuova stesura del racconto, lo trova completamente diverso e dice alla zia che mettere il suo nome su quel libro equivale a dire una bugia. Laura torna sui suoi passi ed al momento della premiazione si ritira. Nel finale la voce fuori campo di Charles ci informa che sarebbero passati altri 40 anni prima della pubblicazione dei romanzi di Laura e questa volta senza alcuna modifica.
- Guest Star: John Bennett Perry (Russell Matthews), William Prince (Mr. Broxton)

## Di nuovo a casa
- Titolo originale: Home Again
- Diretto da: Michael Landon
- Scritto da: Michael Landon

### Trama
Episodio in due parti:
Parte 1:
Charles, che lavora come commesso "tuttofare" in un negozio di abiti e cappelli, deve fare i conti con un capo molto severo e con i guai in cui si mette Albert: il ragazzo, complici le cattive compagnie, più volte è stato protagonista di furti e per questo rischia di andare in riformatorio. Charles fa di tutto per convincere colui che ha sporto denuncia nei confronti del figlio a ritirarla, spiegandogli quanto la città abbia cambiato il ragazzo. L'unico modo per farlo tornare quello di un tempo è riportarlo a Walnut Grove. Albert non accetta di buon grado, ma è costretto dal padre a seguirlo. Laura lo trova subito molto scontroso e si preoccupa anche per il morale del padre che non ha mai visto così giù. A seguito di una visita del dottor Baker a casa Wilder, Albert sottrae dalla sua borsa alcune bustine di morfina e subito dopo cambia umore. Charles non si rende conto del motivo, ma è contento del nuovo atteggiamento del figlio. Il ritorno a scuola porta però nuove tensioni e anche Willie non riconosce più l'amico. L'euforia della droga si alterna a stati di sonnolenza che compromettono il rendimento scolastico. Quando all'emporio degli Oleson arriva una cassa di medicine per il dottore, Albert si offre di portarla allo studio per poter così sottrarre altra morfina e sostituirla con dello zucchero.
Parte 2: Il dottor Baker fa visita ad un anziano che presenta forti dolori e gli consegna la morfina che gli è stata portata da Albert. L'ammalato, nonostante ben due dosi, non riesce a sentirsi meglio, questo fa subito insospettire il dottore che l'assaggia e capisce che si tratta di zucchero e non di morfina. L'uomo non impiega molto a capire che dietro tutto ciò ci sia Albert. Baker si reca da Charles e gli espone i suoi sospetti; insieme si recano nella stanza di Albert e nelle sue scarpe scoprono la morfina. In un faccia a faccia col padre Albert minimizza, dicendo che ha usato la morfina pochissime volte e Charles gli crede. Ma il ragazzo, mentre è a scuola, perde il controllo e aggredisce Jeb Carter e la signorina Plum. Questo fa capire a Charles che la situazione è ben più grave e decide di rifugiarsi da solo con suo figlio nella casa di Isaiah e affronta così la dolorosa astinenza di Albert. Quando il ragazzo si sente meglio decidono di ritornare in città ben consapevoli che, nonostante i grandi progressi, la battaglia non è ancora terminata.
- Guest Star: Michael Landon (Charles Ingalls), Matthew Laborteaux (Albert Ingalls), Claude Earl Jones (Mr. Gibson), Charles Tyner (Mr. Janes)

## Il bambino senza nome
- Titolo originale: A Child with No Name
- Diretto da: Victor French
- Scritto da: Don Balluck

### Trama
Nell'estate del 1889 Laura dà alla luce un maschietto. La ragazza è molto apprensiva per la salute del piccolo perché ricorda la sorte del suo fratellino vissuto pochi mesi, perciò lo fa controllare spesso al dott. Baker, ma per ragioni inspiegabili il bambino muore, senza nome e senza battesimo. Laura all'inizio incolpa il dottore, che schiacciato dai pettegolezzi vuole andarsene.
Quando Rose si ammala di vaiolo, contro la volontà di Laura, Almanzo chiama il dottor Baker che li mette in quarantena e insieme al resto della famiglia cura Rose, ventiquattro ore al giorno. A quel punto le ragioni della morte del piccolo bimbo sono oramai chiare, la famiglia Wilder infatti aveva visitato settimane prima degli amici di famiglia che vivevano in Oklahoma, focolaio di vaiolo al tempo. Laura ben presto si rende conto di essere stata ingiusta e, assieme a tutta la comunità, chiede al dottore di restare, riuscendo a convincerlo.
- Guest Star: Elmore Vincent (Floyd)

## L'ultima estate
- Titolo originale: The Last Summer
- Diretto da: Maury Dexter
- Scritto da: Duke Sandefur

### Trama
All'arrivo dell'estate, Jason Carter va a lavorare per un'anziana signora, Ruthy Leland, che vuole ristrutturare la sua casa, e passa con lei molto tempo libero andando a pesca. Sarah diventa gelosa di quest'amicizia, in particolare mostra la sua ostilità quando Jason, per il suo compleanno, le regala un costoso cammeo che Ruthy gli ha donato in cambio della sua esigua paga. In questa occasione Sarah si reca dalla donna e le dice che non è più d'accordo che il figlio vada da lei per lavorare, restituendole il dono. Quando in seguito Sarah scopre che Ruthy è in procinto di morire e che suo figlio era l'unica sua gioia di vivere, ritorna dalla donna ammettendo di aver sbagliato e di aver provato gelosia nei suoi confronti. Ruthy decide di andar via da Walnut Grove e lascia al piccolo Jason alcuni suoi ricordi: la canna da pesca, i suoi ami e il cammeo per la sua mamma. In autunno la donna muore e Jason riceve una lettera che Ruthy gli aveva scritto prima di morire in cui gli dice di vivere ogni giorno come se fosse l'ultimo e lo ringrazia per aver reso i suoi ultimi giorni indimenticabili.
- Guest Star: Vera Miles (Ruthy Leland), Eric Christmas (Dewey)

## Per amore di Blanche
- Titolo originale: For the Love of Blanche
- Diretto da: Michael Landon
- Scritto da: Michael Landon

### Trama
Isaiah accetta di occuparsi della "figlia" di uno straniero moribondo, senza sapere che in realtà si tratta di un orango di nome Blanche. La scimmia fa amicizia con tutti, tranne che con Nancy e la signora Oleson chiede di far sopprimere l'animale. Edwards decide di mandarla in uno zoo ed escogita un piano per ingannare Harriet facendole credere che Blanche è morta. Quando più tardi Blanche salva Rose da un incendio, Jenny racconta la storia a scuola e Nancy scopre che la scimmia è ancora viva. Harriet chiede aiuto allo sceriffo per ucciderla, ma Blanche si nasconde in un albero fino all'arrivo del guardiano dello zoo.
- Guest Star: Eddie Quillan (Buffalo Bill), Don Collier (lo sceriffo), Elmore Vincent (Floyd)

## Contrasti familiari
- Titolo originale: May I Have This Dance?
- Diretto da: Victor French
- Scritto da: Chris Abbott

### Trama
Willie, stufo una volta per tutte delle continue intromissioni della madre, decide di non andare all'università e non supera l'esame apposta per poter rimanere al villaggio, lavorare al ristorante e sposarsi con la sua fidanzata, Rachel Brown. La signora Oleson accusa la ragazza di distruggere il futuro di Willie e decide di non presentarsi al matrimonio del figlio, anche se Nancy sta andando. Poi si presenta comunque vestita in abito nero da funerale e col viso coperto dal velo scuro. Nels le ricorda le circostanze in cui si trovarono per sposarsi, infatti anche lui decise di non andare all'università per sposare Harriet, e le dice quanto sia felice di averlo fatto. Nel frattempo Mae Flannery, un'anziana signora amica di Laura, muore serenamente, ma poco prima, non avendo eredi, le lascia la sua grande casa. Laura decide di trasformarla in una pensione per contribuire a pagarne il mantenimento. Willie e Rachel, una volta sposi, decidono di andarci ad abitare.
- Guest Star: Sherri Stoner (Rachel Brown), Jack Ging (Sig. Brown), Barbara Townsend (Sig.ra Flannery)

## Una sorpresa per Matthew
- Titolo originale: Hello and Goodbye
- Diretto da: Michael Landon
- Scritto da: Don Balluck

### Trama
Due stranieri arrivano a Walnut Grove: un singolare scrittore inglese di nome Sherwood Montague e il padre naturale di Matthew, il ragazzo muto che vive con Isaiah. Matthew all'inizio dimostra odio verso il padre, rimasto vedovo da qualche anno, per averlo abbandonato, ma alla fine decide di lasciare Walnut Grove assieme a lui. Un affranto signor Edwards decide allora di trasferirsi in pensione da Laura dove, oltre che con i novelli sposi Rachel e Willie Oleson, dovrà convivere anche con il signor Montague, che nella sua vita ha fatto molte esperienze e sembra avere una risposta per ogni tipo di problema.
- Guest Star: Robert Casper (Sherwood Montague), Jonathan Hall Kovacs (Matthew Rogers), Robert Darnell (Philip Rogers), Sherri Stoner (Rachel Brown)